# Orlando (nombre)

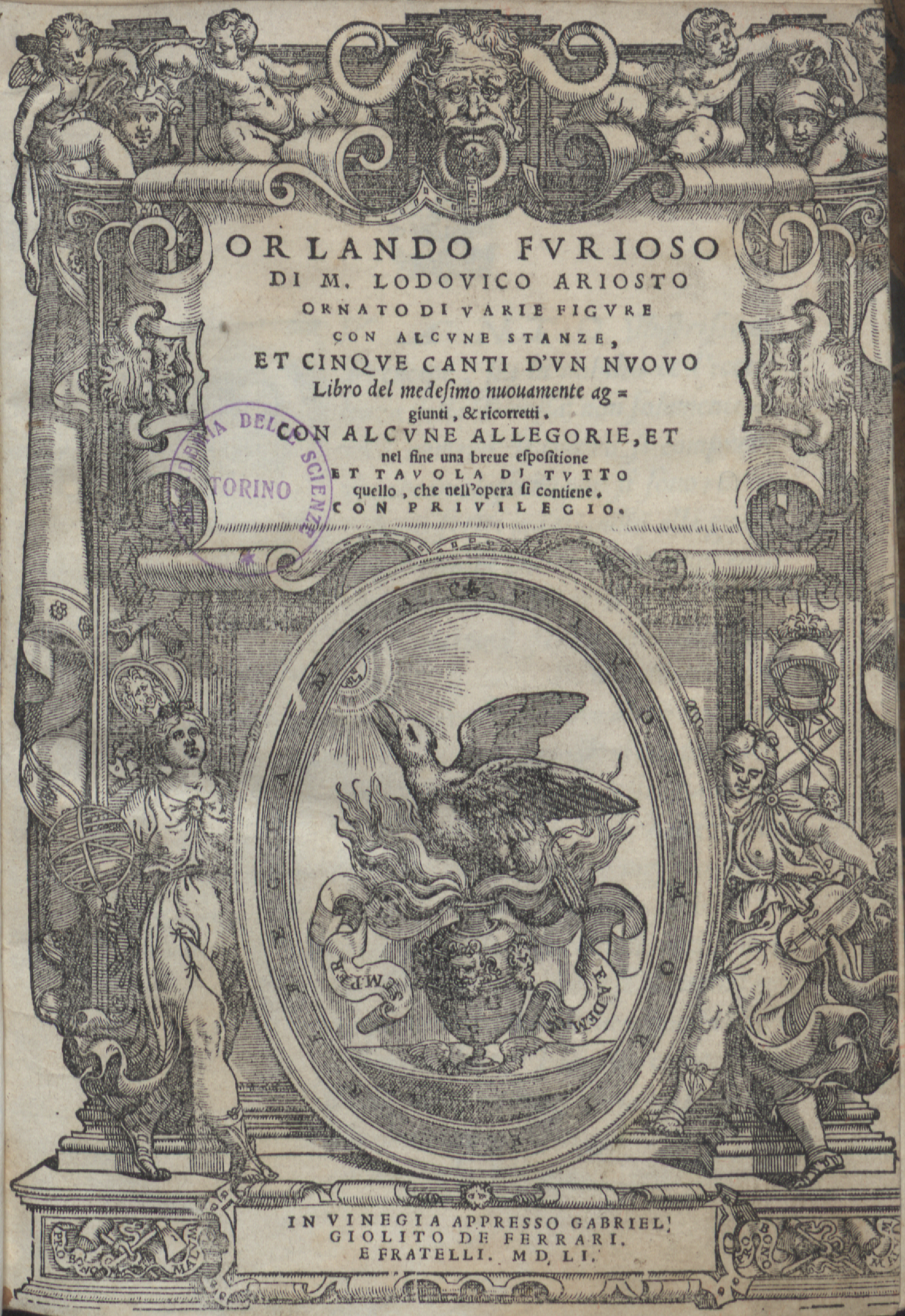
Portada del Orlando furioso de Ludovico Ariosto

Tradicionalmente, Orlando es el equivalente italiano del francés Roland (en español, Roldán).
Proviene del nombre latino Rodolandus, que proviene a su vez del nombre germánico Ortland, que significa ‘famoso por sus batallas’, ‘el que representa la espada del país’ o ‘el que da gloria al país’. También puede provenir del germánico Roland, que significa ‘tierra.
También son válidos los nombres Rolando y Roland.
Entre los años 1086 y 1104 el monje Turoldo escribió La chanson de Roland (Cantar de Roldán) donde cuenta la muerte del famoso héroe Roldán el 15 de agosto del 778 en Roncesvalles (Navarra).
La derivación 'Orlando' apareció por primera vez en el siglo XV como personaje central en el romance en verso Morgante (1480), de Luigi Pulci;[cita requerida] más tarde en Orlando innamorato (1486), de Matteo Maria Boiardo; y Orlando furioso (1532), de Ludovico Ariosto.

## Variaciones
El nombre Orlando tiene muchas variaciones:
- Ornaldo
- Rolando
- Roldán
- Role
- Roli
- Rolie
- Rolin
- Rolins
- Rolon
- Roly
- Rolo
- Rolon
- Rolón
- Row
- Rowe
- Rowland
- Rowlands
- Rowlandson
- Horlánd
- Orly